# Yucca madrensis
Yucca madrensis là một loài thực vật có hoa trong họ Măng tây. Loài này được Gentry miêu tả khoa học đầu tiên năm 1972.

## Hình ảnh

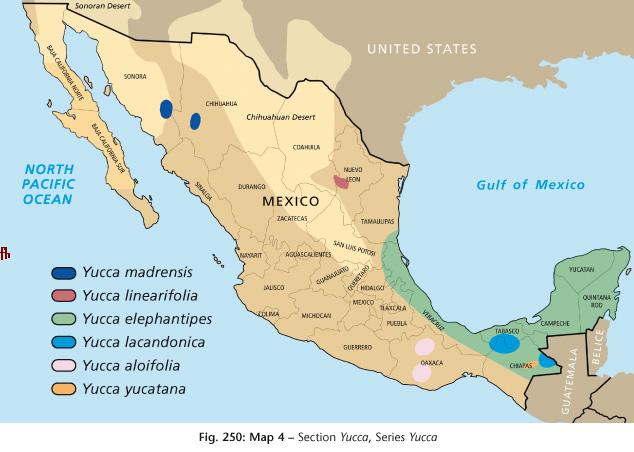
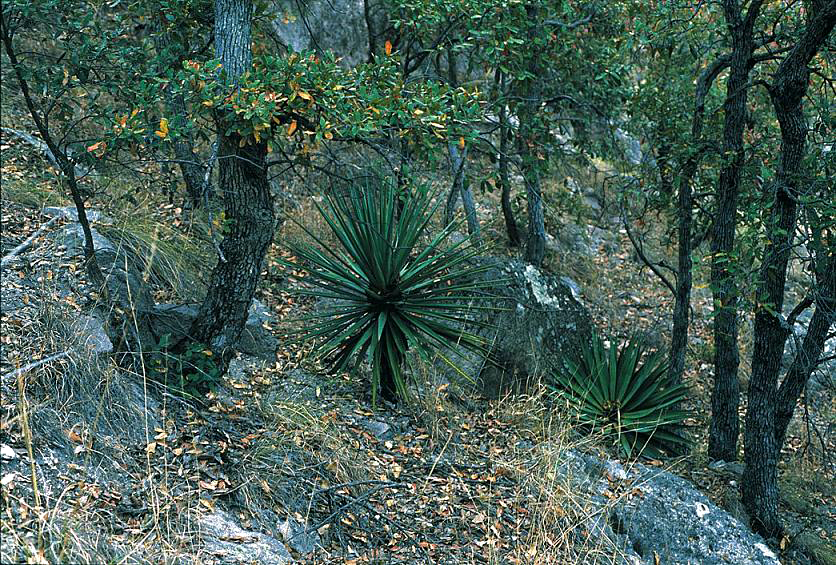
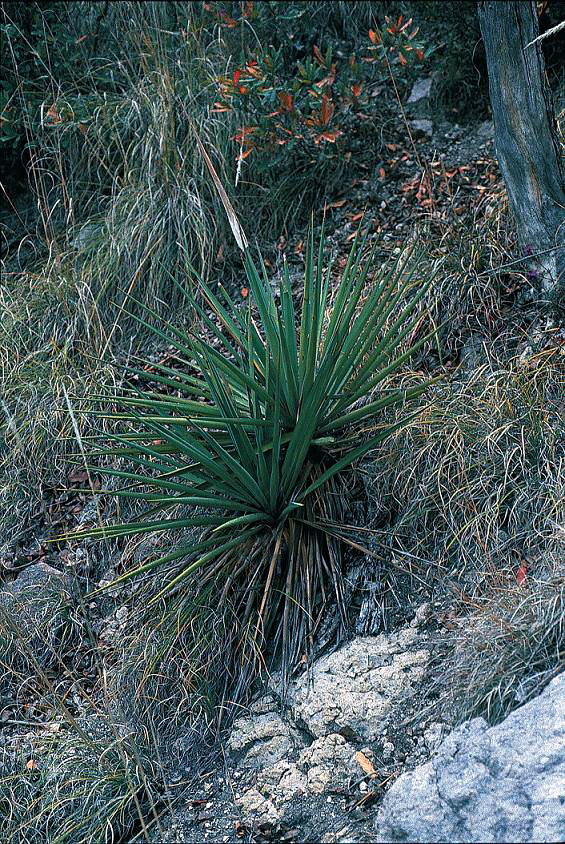